# Pobierowo
Pobierowo (do 1945 niem. Poberow) – wieś, nadmorska miejscowość wypoczynkowa z kąpieliskiem morskim w północno-zachodniej Polsce, położona w województwie zachodniopomorskim, w powiecie gryfickim, w gminie Rewal.
Według danych z 31 grudnia 2010 r. wieś miała 1102 mieszkańców. W dniu 31 grudnia 2013 roku liczba mieszkańców osiągnęła 1116. Na dzień 31.12.2022 r. liczba mieszkańców wyniosła 935.
W południowej części Pobierowa znajduje się siedziba leśnictwa.

## Położenie
Wieś położona jest na Wybrzeżu Trzebiatowskim wchodzącym w skład makroregionu Pobrzeże Szczecińskie. Pas zieleni o szerokości 2 km ciągnący się w tym rejonie wzdłuż brzegu Bałtyku, chroni okolicę przed wiatrami morskimi. Jest to najbardziej wysunięta na zachód miejscowość gminy Rewal. Pobierowo pod względem powierzchni zajmuje pierwsze miejsce w gminie Rewal. Ulica Grunwaldzka, ma prawie 4 kilometry długości i łączy wschodni i zachodni kraniec tej miejscowości.
W latach 1945–1954 miejscowość należała do gminy Gostyń, a w latach 1954–1973 do gromady Gostyń.
W latach 1946–1998 miejscowość położona była w województwie szczecińskim.
Na południe od Pobierowa przebiega droga wojewódzka nr 102.
Sąsiednie miejscowości to:
- Łukęcin (gmina Dziwnów, powiat kamieński)
- Gostyń (gmina Świerzno, powiat kamieński)
- Pustkowo (gmina Rewal, powiat gryficki)

## Nazwa

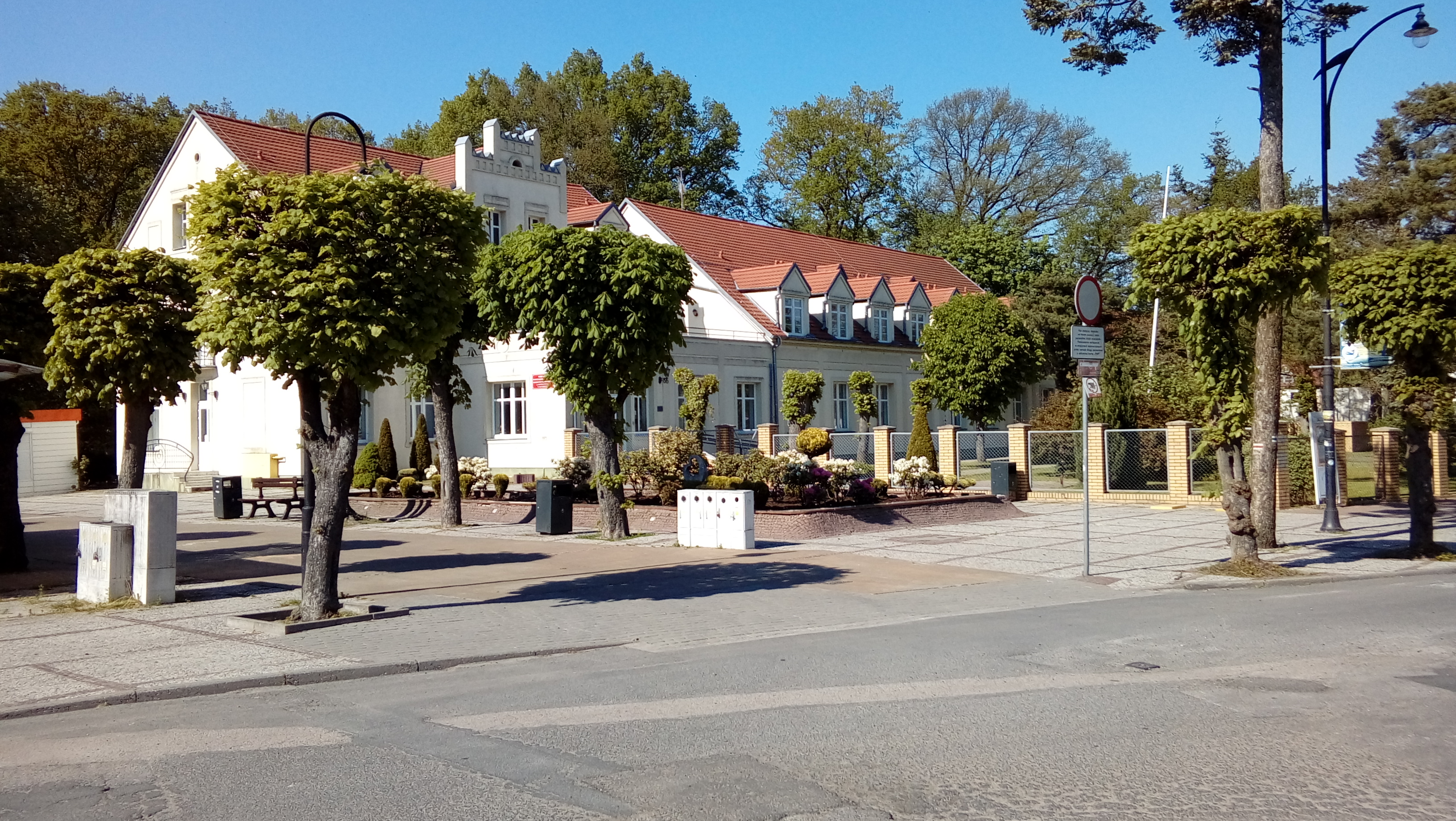
Ośrodek Szkoleniowo-Wypoczynkowy Uniwersytetu Szczecińskiego w Pobierowie

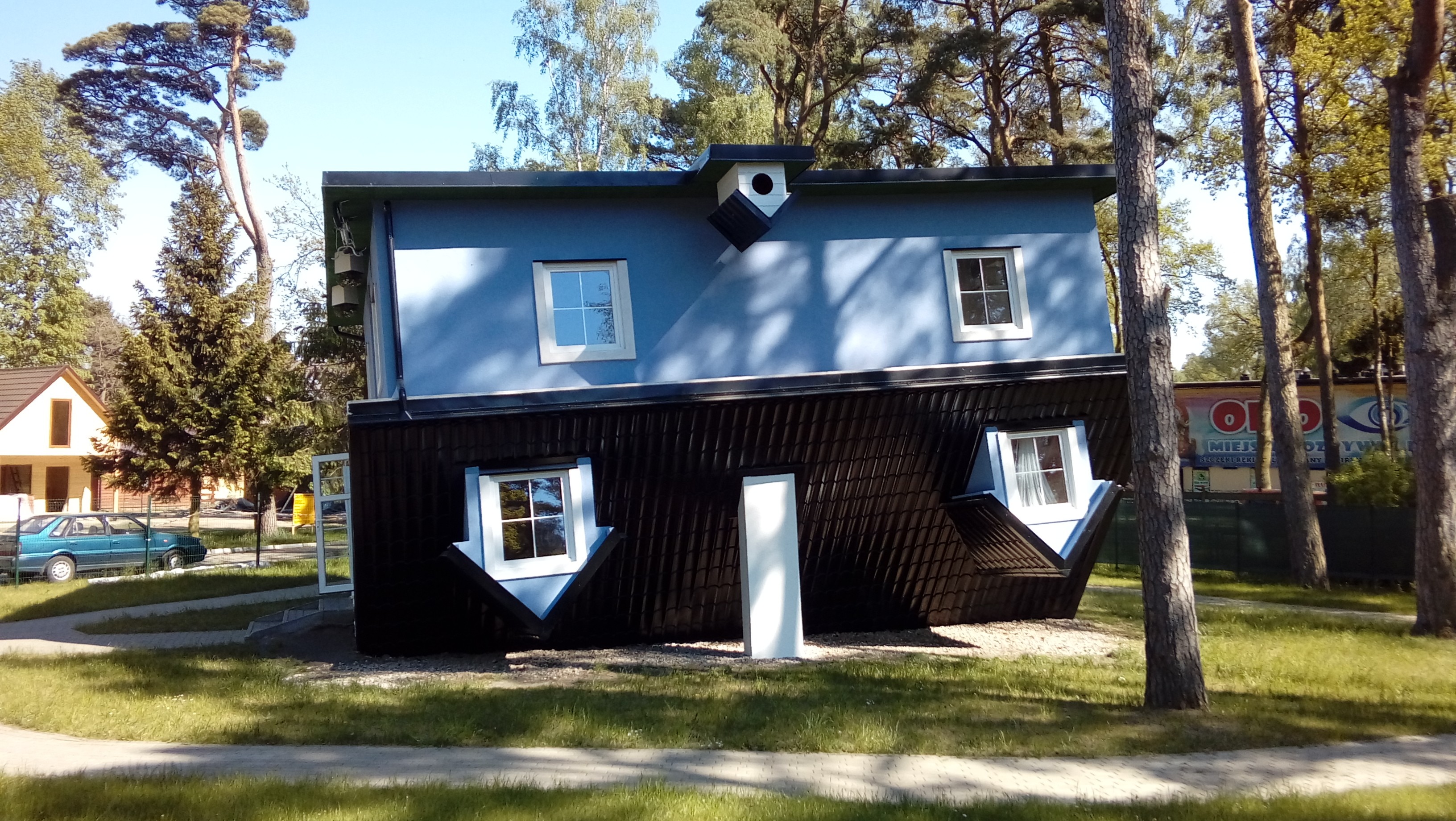
Magiczny Domek przy ul. Grunwaldzkiej

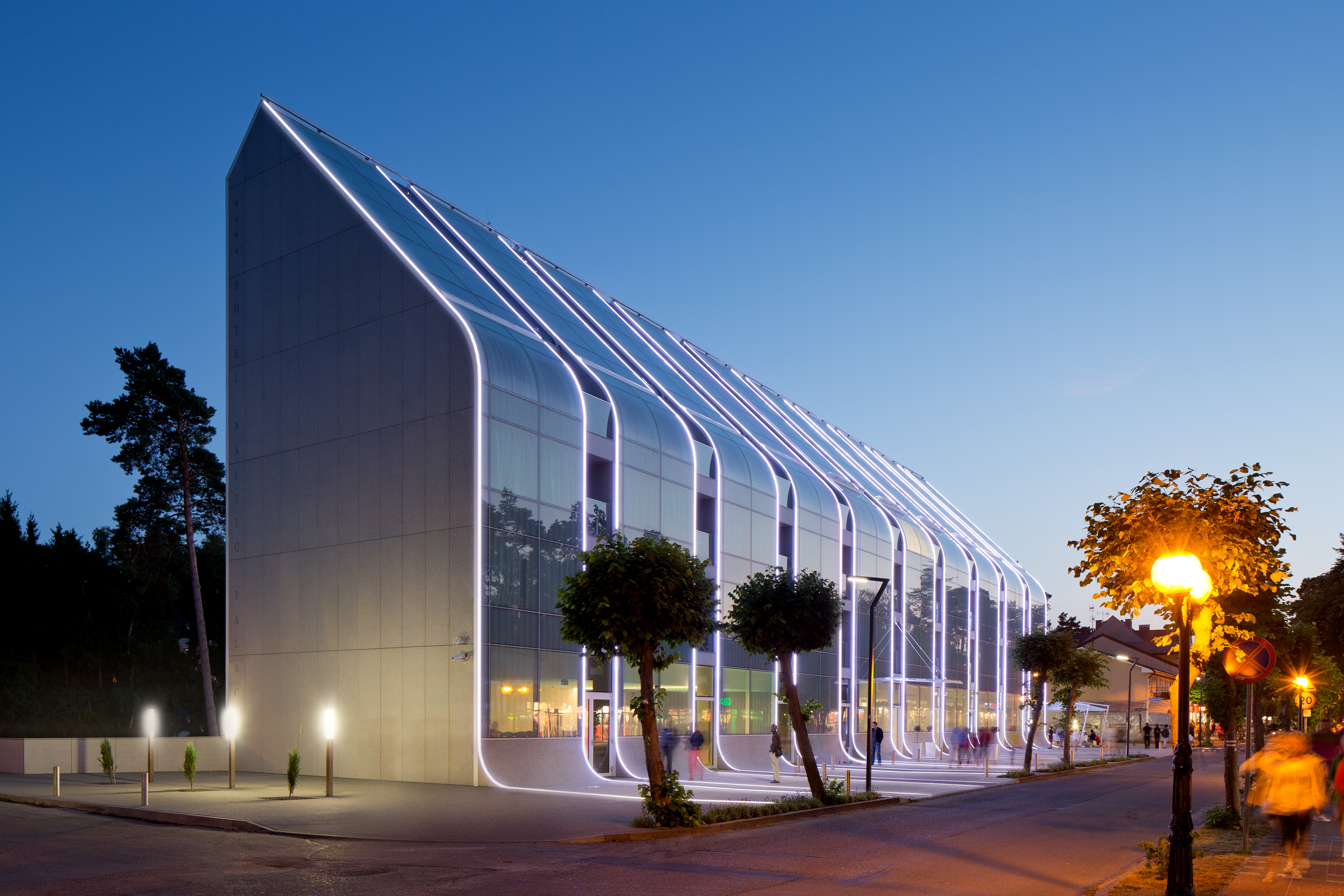
Hotel Baltic Palace

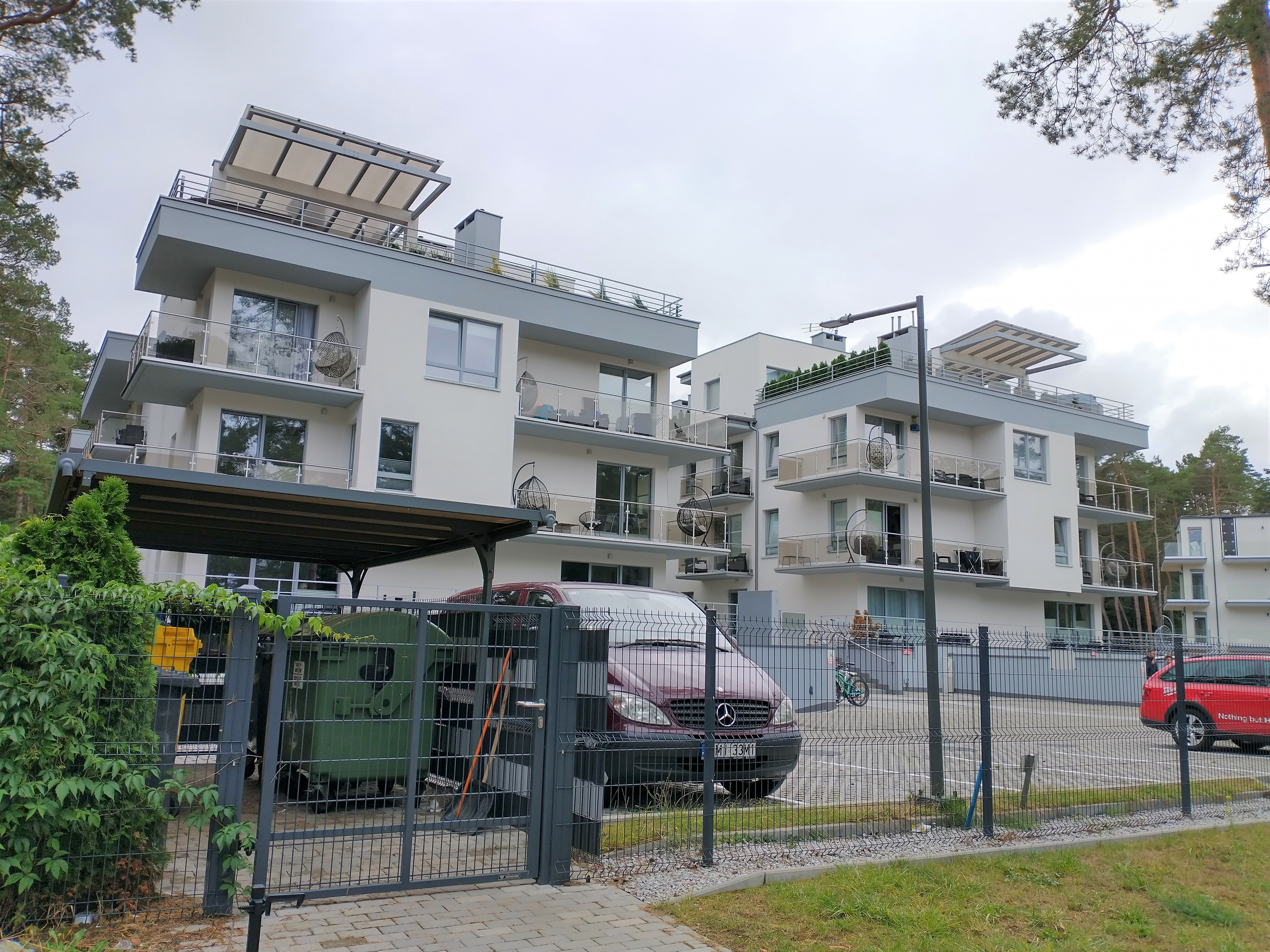
Nowoczesna zabudowa

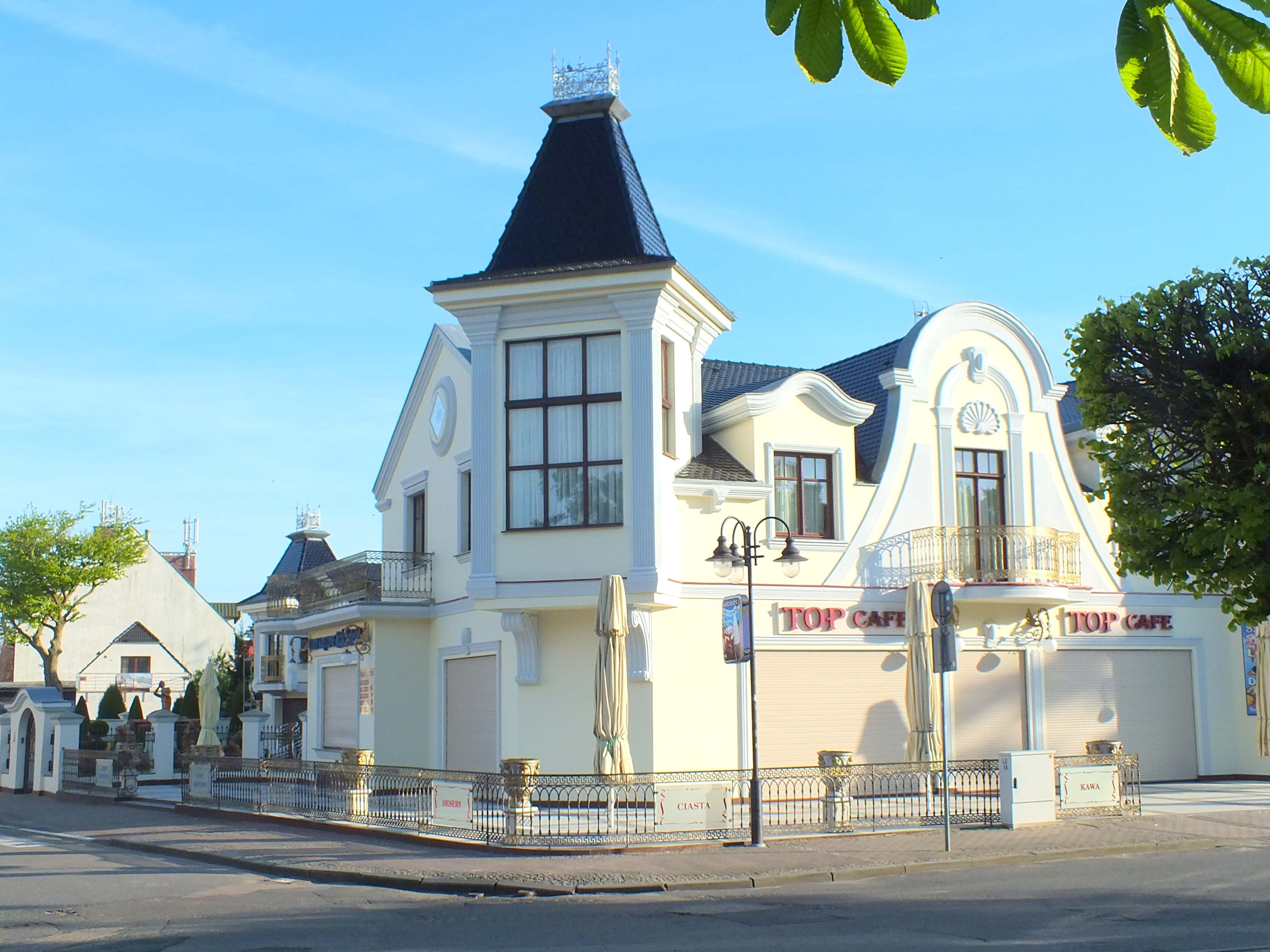
Top Cafe

Miejscowość ma metrykę średniowieczną i po raz pierwszy zanotowana została w 1368 jako Poberow następnie w 1539 Poberow, 1618 Pebrow, 1784 Poberow, 1834 Poberow, 1887 Poberow, 1945 Pobierowo.
Nazwa pochodzi od pomorskiej nazwy osobowej *Pober wywodzącej się z prasłowiańskiego *bьrati – brać lub od nazwy osobowej *Pobor mającej swój źródłosłów w prasłowiańskim *boriti – walczyć. Nazwa została także zniemczona jako Poberow.

## Historia
W roku 1886 w księgach ziemskich zarejestrowanych było kilkudziesięciu rolników, a na początku ubiegłego stulecia zaledwie trzech. W 1896 roku majątek przeszedł w ręce niejakiego Roberta Krausego. Początki kąpieli morskich w Pobierowie, określa się na około 1907 roku, kiedy to rolnik Frohreich wybudował nad morzem hotel „Seeblick”. Inne rodziny osiadały po zachodniej stronie miejscowości. W okolicy hotelu powstawały nowe budynki, m.in. powstała masarnia i piekarnia.
Około 1939 roku Krause, ówczesny właściciel wsi, przekazał berlińskiemu przedsiębiorcy Gervais około 3000 mórg lasu w Pobierowie jako działki na sprzedaż pod budowę domków letniskowych. Pobierowo zostało podzielone w ten sposób, że na każdą morgę przypadały 3 miejsca do budowania o powierzchni 800 m² + 100 m². Cena jednej działki wynosiła ówczesne 663 RM. Sprzedaż rozreklamowano poprzez środki przekazu. W tym samym czasie zorganizowano sieć busików przewożących pasażerów z Berlina. W ten sposób Pobierowo, z piękną plażą, stało się ulubionym miejscem wypoczynku berlińczyków. W sumie w okresie międzywojennym wybudowano ok. 1000 domków wczasowych. Na wczasach w Pobierowie przebywali wówczas Günter Eich i Theo Lingen, a w domu letniskowym na klifie mieszkała Eva Braun.
Po wojnie niewielkie, drewniane domki letniskowe przejął Fundusz Wczasów Pracowniczych, a wczasy w nich stanowiły początkowo nagrodę dla przodowników pracy. Pod koniec lat 60. FWP zarządzał tu 7 ośrodkami wypoczynkowymi („Bałtyk”, „Barburka”, „Bursztyn”, „Meduza”, „Muszla”, „Słoneczna” i „Wisła”),  które oferowały ok. 1950 miejsc w 429 domkach. Wczasowicze korzystali z centralnych jadalni, świetlic, kawiarni FWP z dancingami. Działały Dom Kultury, kino, sala imprezowa, restauracja. Do dyspozycji były korty tenisowe i ogrody zabaw dla dzieci. W późniejszych latach przybyło kilka ośrodków wczasowych należących do zakładów pracy.
W latach 1973–2003 w Pobierowie stacjonowała Jednostka Wojskowa nr 4126, w której stacjonował 71 Dywizjon Rakietowy Obrony Powietrznej wchodzący w skład 78 Pułku Rakietowego Obrony Powietrznej. Dywizjon uzbrojony był m.in. w przeciwlotnicze zestawy rakietowe typu S-125M Newa. Formowanie dywizjonów na linii brzegowej wiązało się z realizacją koncepcji obrony wybrzeża morskiego przez środki rakietowe. W listopadzie 2003 roku jednostka została rozformowana i przeniesiona do Mrzeżyna.

## Przyroda
Według rejonizacji fizycznogeograficznej Polski, Pobierowo znajduje się w mezoregionie Wybrzeża Trzebiatowskiego, należącego do makroregionu Pobrzeża Szczecińskiego. Obszar mezoregionu rozciąga się wąskim pasem wzdłuż wybrzeża morskiego od cieśniny Dziwny po ujście Parsęty. Obszar miejscowości charakteryzuje się pasmowym układem głównych form geomorfologicznych o zróżnicowanych warunkach hydrogeologiczno-litologicznych, różnym sposobie użytkowania i formach ochrony, podkreślających specyfikę położenia w przestrzeni przyrodniczo-geograficznej:
- morski pas przybrzeżny z piaszczystymi plażami, wałami mierzejowo-wydmowymi i brzegami klifowymi,
- wysoczyzny morenowe,
- równina torfowiskowa pradoliny przymorskiej.

Dużą rolę w powiązaniach zewnętrznych odgrywają lasy nadmorskie tworzące 2 rozległe kompleksy wzdłuż wybrzeża. Szczególną funkcją lasów jest ochrona strefy brzegowej i bardzo podatnego na degradację środowiska glebowego siedlisk wydmowych, kształtowanie mikroklimatu nadmorskiego, tworzenie ciągów ekologicznych. Wzdłuż wybrzeża morskiego wyznaczony jest pas techniczny w celu jego ochrony. Jest to strefa wzajemnego, bezpośredniego oddziaływania wód morskich i lądu.

### Geomorfologia
Pobierowo znajduje się w środkowej części jednostki fizycznogeograficznej Wybrzeże Trzebiatowskie, w obrębie formy geomorfologicznej rewalska kępa wysoczyznowa, stanowiącej fragment wysoczyzny moreny dennej podciętej od północy abrazyjną krawędzią wybrzeża klifowego. Od płd. wysoczyzna ograniczona jest fragmentem marginalnej doliny Świńca. W obrębie kępy wysoczyznowej wysokości bezwzględne sięgają średnio 10–15 m n.p.m. Wysoczyznę budują gliny zwałowe i piaski lodowcowe, tworzące płaską powierzchnię moreny dennej. W Pobierowie wysoczyznę nadbudowują nadbrzeżne wały wydmowe oraz położone głębiej w ląd zespoły wydm śródlądowych, parabolicznych, tworzących wydłużone wały wydmowe o wysokości do 10 m.

### Walory krajobrazowe

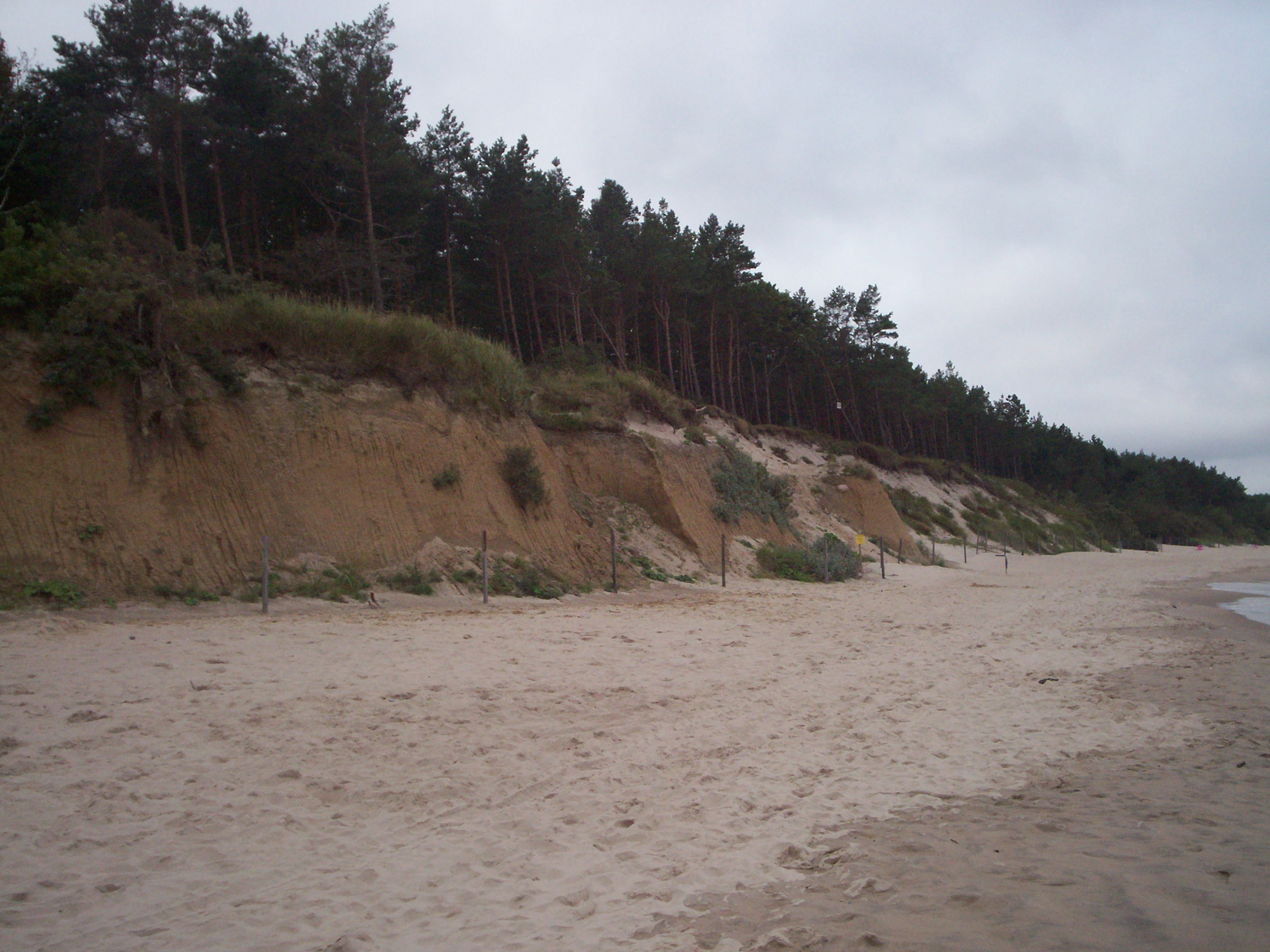
Klify

Pobierowo posiada charakterystyczny pasmowy układ krajobrazu. Dominantą krajobrazu jest akwen morski obrzeżony linią piaszczystej plaży, nad którą stromą krawędzią wznosi się brzeg klifowy wysoczyzny rewalskiej. Nad klifem i na jego zapleczu występuje pas wydm nadmorskich z zespołem lasów sosnowych. Pas wysokich wydm górujących nad szerokimi plażami porasta bór sosnowy z bogatym podszytem. Odmiennym elementem krajobrazu Pobierowa jest dolina przymorska. Rozległe łąki porastające torfowisko i gytiowisko wypełniające misę dawnego Jeziora Dreżewskiego stanowią obszar retencjonujący zasoby wodne.

### Geologia
Obszar miejscowości znajduje się w obrębie jednostki tektoniczno-strukturalnej wału pomorskiego – antykliny Kamienia Pomorskiego. W podłożu podczwartorzędowym antykliny Kamienia Pomorskiego występują osady węglanowe jury górnej (na głębokości 30–50 m p.p.m.), piaskowce, mułowce i iłowce jury środkowej, piaszczysto-mułkowe osady trzeciorzędu – miocenu (40–80 m p.p.m.). Pokrywa osadów czwartorzędowych występuje w sposób ciągły osiągając miąższość 40–70 m. Powyżej zalegają osady zlodowaceń środkowopolskich: 2 lub 3 poziomy glin zwałowych szarych i brunatnoszarych o miąższości 15–30 m rozdzielone warstwami osadów piaszczysto-żwirowych. Osady czwartorzędowe najmłodszego piętra glacjalnego reprezentowane są przez piaski i żwiry fluwioglacjalne oraz poziom glin zwałowych fazy pomorskiej. Występującym na powierzchni glinom zwałowym towarzyszą niewielkie pagórki form szczelinowych zbudowanych z osadów piaszczysto-żwirowych, gliniastych i mułkowych. Dolinę przymorską do głębokości 15–20 m wypełniają piaszczyste osady, przykryte osadami organicznymi, powstałe w okresie zalegania w dolinie martwego lodu. Osady holoceńskie są reprezentowane przez namuły organiczne den dolinnych i zagłębień wytopiskowych (jezior), torfy wypełniające dno doliny przymorskiej i misę dawnego Jeziora Dreżewskiego oraz niewielkie obniżenia na wysoczyźnie, piaski eoliczne budujące pokrywy oraz rozległe wały i pagóry wydmowe, piaski morskie plaży i wału brzegowego, piaszczysto-gliniaste osady deluwialne i koluwialne (spływy, obrywy i osuwiska) występujące u podstawy brzegu klifowego i okresowo usuwane (abradowane) przy wysokich stanach morza.

### Warunki hydrogeologiczne
Budowa geologiczna terenu miejscowości nie sprzyja występowaniu wysoko-zasobowych struktur wodonośnych wód podziemnych wysokiej jakości. Płytkie występowanie podłoża mezozoicznego z licznymi głębokimi uskokami powodującymi migrację wód zasolonych z głębszych formacji geologicznych oddziałuje hydraulicznie na czwartorzędowe warstwy wodonośne. Czwartorzędowy poziom wodonośny pozostaje w kontakcie z poziomami wodonośnymi w osadach jurajskich. Generalnie czwartorzędowy poziom wodonośny na obszarze wsi nie jest poziomem użytkowym o znaczeniu regionalnym. Podstawowe znaczenie dla zaopatrzenia miejscowości w wodę pełnią jak dotychczas ujęcia bazujące na wodach poziomu jurajskiego. Na terenie Pobierowa istnieją dwa ujęcia wodociągu komunalnego:
- ujęcie „Bolesławiec” z trzema studniami o zasobach eksploatacyjnych 40 m³/h,
- ujecie „Leśniczówka” z dwiema studniami o zasobach eksploatacyjnych 57 m³/h.

Poza ujęciem komunalnym na terenie Pobierowa istnieje 11 funkcjonujących okresowo studni indywidualnych.

### Bogactwa naturalne
Lokalne zasoby surowców mineralnych to praktycznie wyłącznie złoża torfów i gytii, występujące w obrębie pradoliny przymorskiej:
- zasoby bilansowe torfu – 4319 tys. m³
- zasoby bilansowe gytii – 1324 tys. m³

Surowce te jako kopaliny podlegają jurysdykcji prawa geologicznego i górniczego i ich eksploatacja wymaga otrzymania koncesji na wydobycie. Złoża na terenie Pobierowa posiadają bardzo niską wartość energetyczną, jednocześnie pełnią podstawowa rolę w retencjonowaniu i procesach oczyszczania zasobów wodnych. Dlatego nie ma uzasadnienia dla podjęcia eksploatacji złóż, z wyjątkiem przypadków udokumentowania złóż torfów przydatnych do celów balneologicznych i wykorzystania ich na potrzeby lokalnej bazy uzdrowiskowej.

### Klimat

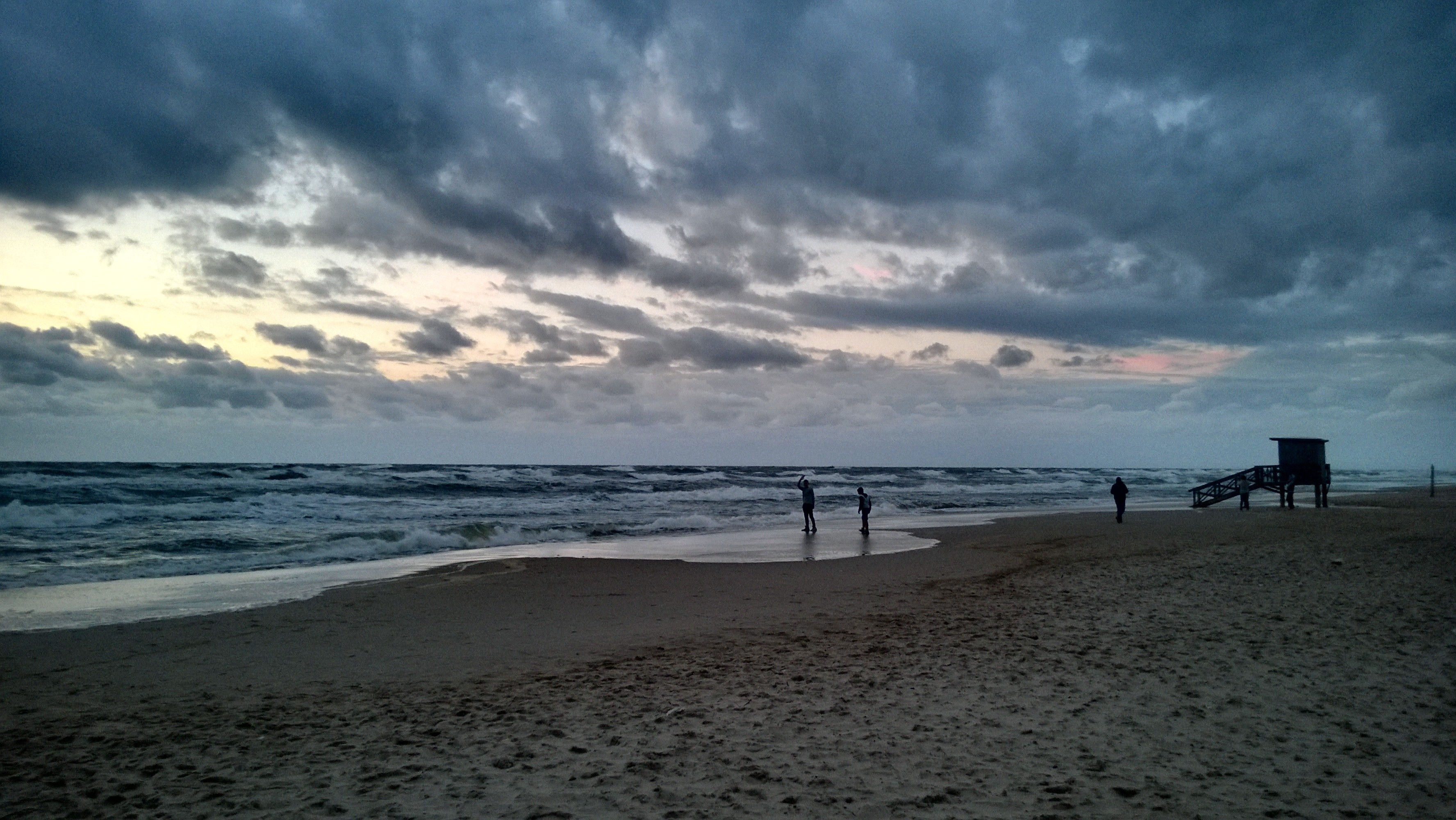
Pobierowo – plaża

Pobierowo leży w strefie klimatu morskiego, który kształtuje się pod wpływem mas powietrza atlantyckiego napływającego z kierunków zachodnich, a bezpośrednio pod wpływem oddziaływania Morza Bałtyckiego. Według podziału na krainy klimatyczne Cz. Koźmińskiego, wieś znajduje się w Krainie II – Pobrzeże Dziwnowsko-Kołobrzeskie. Wpływ morza objawia się wyrównanym profilem termicznym w wyniku jego ochładzającego wpływu w lecie i ocieplającego w zimie oraz większą wilgotnością powietrza. Średnie dzienne nasłonecznienie wynosi w roku 4,4 godz., osiągając najwyższe wartości w okresie maj – sierpień (średnio 7,3 godz.). Liczba dni pogodnych (zachmurzenie 0–20%) wynosi ok. 40 w roku, największa ich ilość przypada na koniec wiosny i lata. Liczba dni pochmurnych (zachmurzenie ponad 80%) wynosi 130-140 w roku, a miesiącami o największym zachmurzeniu są listopad i grudzień. Średnia roczna temperatura powietrza wynosi 7,5–8,0 °C i przez 10 miesięcy, z wyjątkiem stycznia i lutego, utrzymują się temperatury dodatnie. Najcieplejszymi miesiącami są lipiec (średnia temp. 17,0 °C) i sierpień (średnia 16,8 °C). Amplituda roczna temperatury powietrza wynosi 17,7 °C. Zima (temperatura poniżej 0,0 °C) jest stosunkowo krótka i trwa średnio 40 dni z małą liczbą dni z pokrywą śnieżną. Długość okresu bezprzymrozkowego wynosi średnio 203 dni. Przez cały rok występuje podwyższona wilgotność powietrza kształtowana pod wpływem morza. Średnia roczna wilgotność względna wynosi 82%, z maximum w grudniu – 88%, najniższa w maju i czerwcu – 77%. Z wilgotnością względną i temperaturą powietrza wiąże się zjawisko występowania mgieł we wszystkich miesiącach – średnio rocznie 39 dni, najwięcej od października do marca. Średnia roczna suma opadów wynosi 540–650 mm. W strefie wybrzeża dominują w ciągu roku wiatry z kierunków zach. i płd.-zach., najrzadziej występują z kierunku płn. Specyficzną cechą strefy nadmorskiej, oprócz częstych i silnych wiatrów związanych z ogólną cyrkulacją atmosfery, są wiatry lokalne tzw. bryza morska i lądowa. Bryza morska stanowi bardzo ważny czynnik natury balneologicznej. Jest to powietrze chłodne, nasycone aerozolem morskim zawierającym kryształki jodu i soli morskiej.

## Turystyka

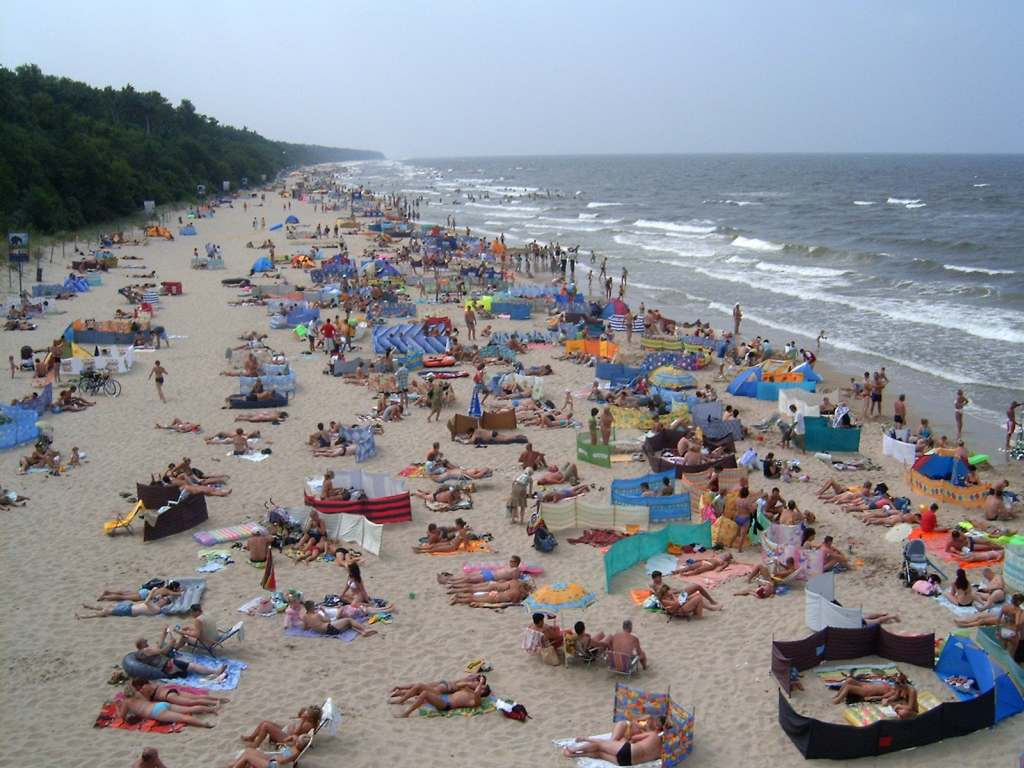
Pobierowo – plaża

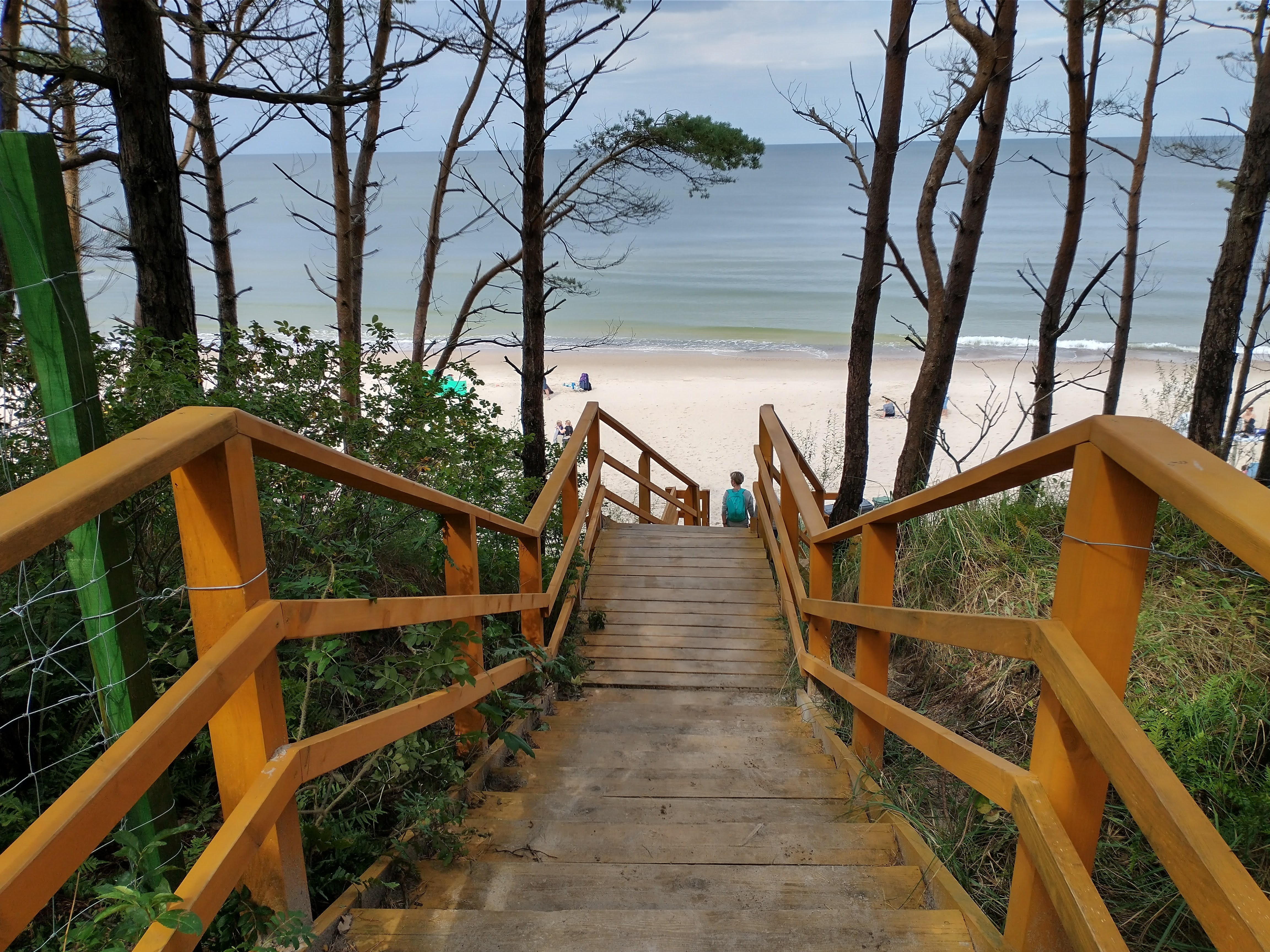
Schody na plaże

Pobierowo dysponuje najbardziej rozwiniętą i różnorodną bazą noclegową i gastronomiczną w gminie Rewal. Walorami turystycznymi miejscowości są: położenie nad morzem, piaszczyste plaże, sosnowe lasy. W okresie letnim przyjeżdża tutaj kilkanaście tysięcy wczasowiczów. W Pobierowie znajduje się wiele ośrodków wczasowych i wypoczynkowych, kwater prywatnych, domków kempingowych i pól namiotowych. Tradycją stały się już festyny rodzinne, turnieje sportowe, koncerty znanych zespołów i regaty żeglarskie. Spełniając najwyższe europejskie normy ekologiczne, Pobierowo, jako pierwsza miejscowość w gminie Rewal otrzymało certyfikat prestiżowego międzynarodowego programu fundacji na rzecz edukacji ekologicznej FEE Błękitna Flaga. Jedną z atrakcji Pobierowa jest „Akademia Słońca – Strefa Aktywnego Wypoczynku“, która otrzymała certyfikat Polskiej Organizacji Turystycznej dla Najlepszego Produktu Turystycznego roku 2005.
W Pobierowie nad morzem wyznaczono letnie kąpielisko obejmujące 400 m linii brzegowej.
W Pobierowie znajduje się Szkolne Schronisko Młodzieżowe „Fala” PTSM. Od 2017 roku budowany tu jest największy hotel w Polsce – z 2,2 tysiącami miejsc noclegowych. Powstaje on na niespełna 30-hektarowym terenie, z sześciopiętrową kondygnacją. Otwarcie pięciogwiazdkowego Hotelu Gołębiewski Pobierowo planowane jest na I kwartał 2023 roku.

### Szlaki turystyczne
Przez Pobierowo przebiegają:
dwa szlaki turystyczne:
- Szlak Pobrzeża Rewalskiego
- Szlak Nadmorski im. Czesława Piskorskiego (Europejski Szlak Dalekobieżny E-9)

oraz dwa znakowane szlaki rowerowe gminy Rewal:
- „Letniskowy Szlak Pobierowa”
- „Zachodni Szlak Łącznikowy”.

## Oświata
We wsi znajduje się Zespół Szkół Ogólnokształcących im. Jana Pawła II, do którego w 2017 roku uczęszczało 180 dzieci. W skład Zespołu Szkół Ogólnokształcących wchodzi Katolickie Przedszkole i Katolicka Szkoła Podstawowa. Do 2017 roku funkcjonowało także Katolickie Gimnazjum. Organem prowadzącym szkołę jest Centrum Edukacyjne Archidiecezji Szczecińsko-Kamieńskiej. Organem finansującym jest Urząd Gminy w Rewalu.

## Kultura, sport i rekreacja

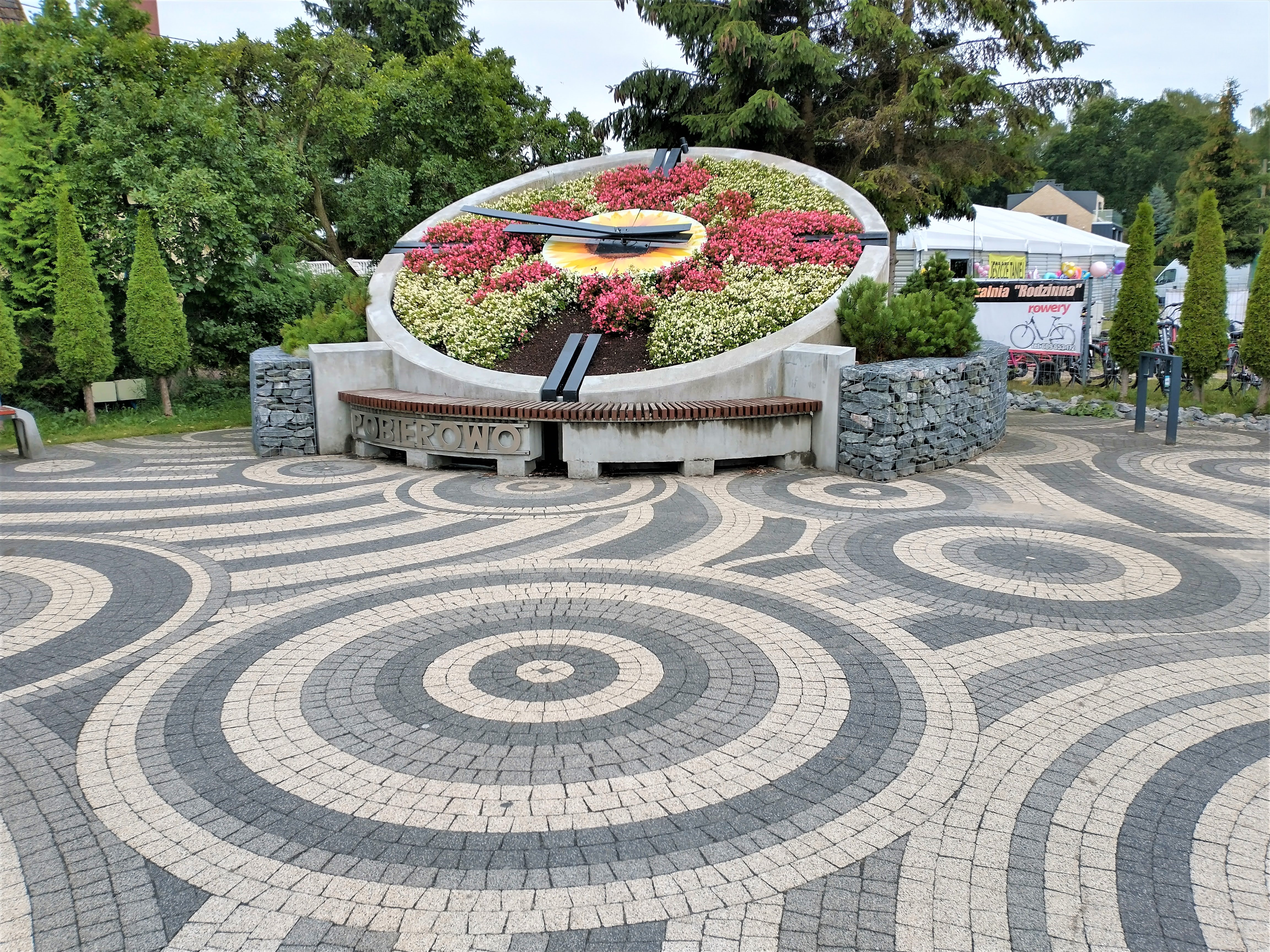
Zegar słoneczny

Obiekty sportowe i rekreacyjne w miejscowości:
- baseny (OWL Damian, Bagińscy SPA, OW Pisz)
- kompleks sportowo-rekreacyjny przy ul. Moniuszki. Kompleks posiada korty tenisowe, boisko ze sztuczną trawą, bieżnię lekkoatletyczną, Skatepark, wypożyczalnię rowerów. Kompleks posiada profesjonalne sztuczne oświetlenie. Obiekt umożliwia prowadzenia całorocznych zajęć szkoleniowych, meczów, zawodów sportowych i różnych masowych imprez rekreacyjnych w takich dyscyplinach jak piłka nożna, lekkoatletyka, biegi przełajowe, tenis.

Lista imprez sportowych cyklicznie organizowanych w Pobierowie:
- Międzynarodowy Turniej Piłki Nożnej Juniorów im. St. Mamińskiego – marzec
- Bieg Śniadaniowy – wakacje
- Mistrzostwa Polski w Przeciąganiu Liny Nocą – 2. połowa lipca

Imprezy kulturalno-rozrywkowe w miejscowości organizuje Referat Turystyki i Rozwoju Społecznego Urzędu Gminy Rewal,

## Wspólnoty religijne

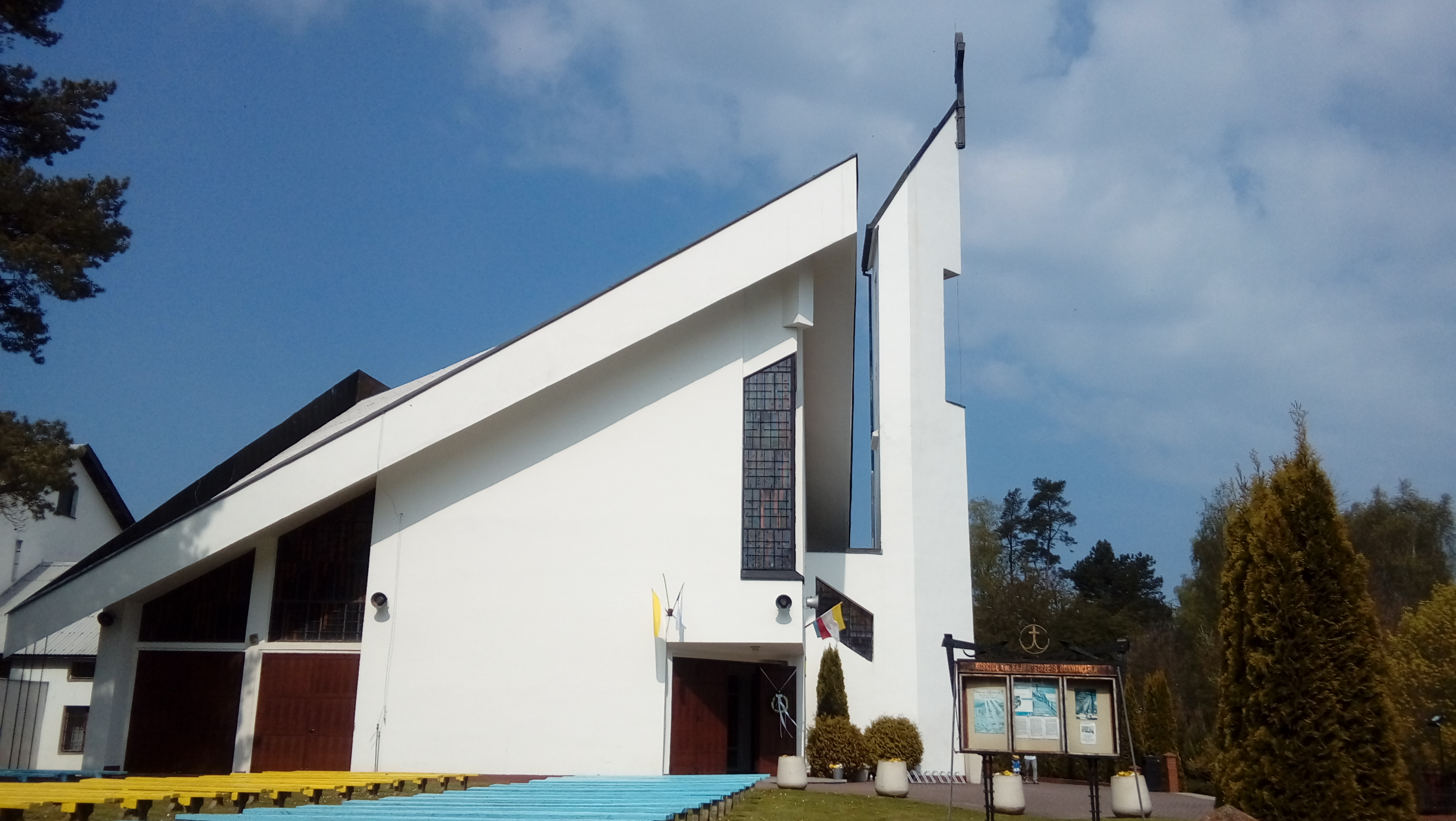
Kościół pw. Najświętszego Odkupiciela

Pobierowo ma jedną parafię rzymskokatolicką pw. Najświętszego Odkupiciela, która została powołana do życia 28 listopada 1986 r. Wcześniej miejscowość należała do parafii Gostyń. Administracyjnie należy do dekanatu Kamień Pomorski i archidiecezji szczecińsko-kamieńskiej.
W miejscowości znajduje się także cmentarz komunalny wraz z kaplicą.

## Komunikacja
Komunikację autobusową z Pobierowa do różnych miejsc w Polsce zapewniają przewoźnicy PKS i prywatni. Dworzec autobusowy znajduje się przy ul. Jana z Kolna. Rozkład jazdy jest podzielony na dwa warianty: wakacyjny (lipiec-sierpień) i posezonowy (wrzesień-czerwiec).
Główni przewoźnicy całoroczni: PKS Gryfice, PKS Kamień Pomorski, KSK Bus.

## Bezpieczeństwo

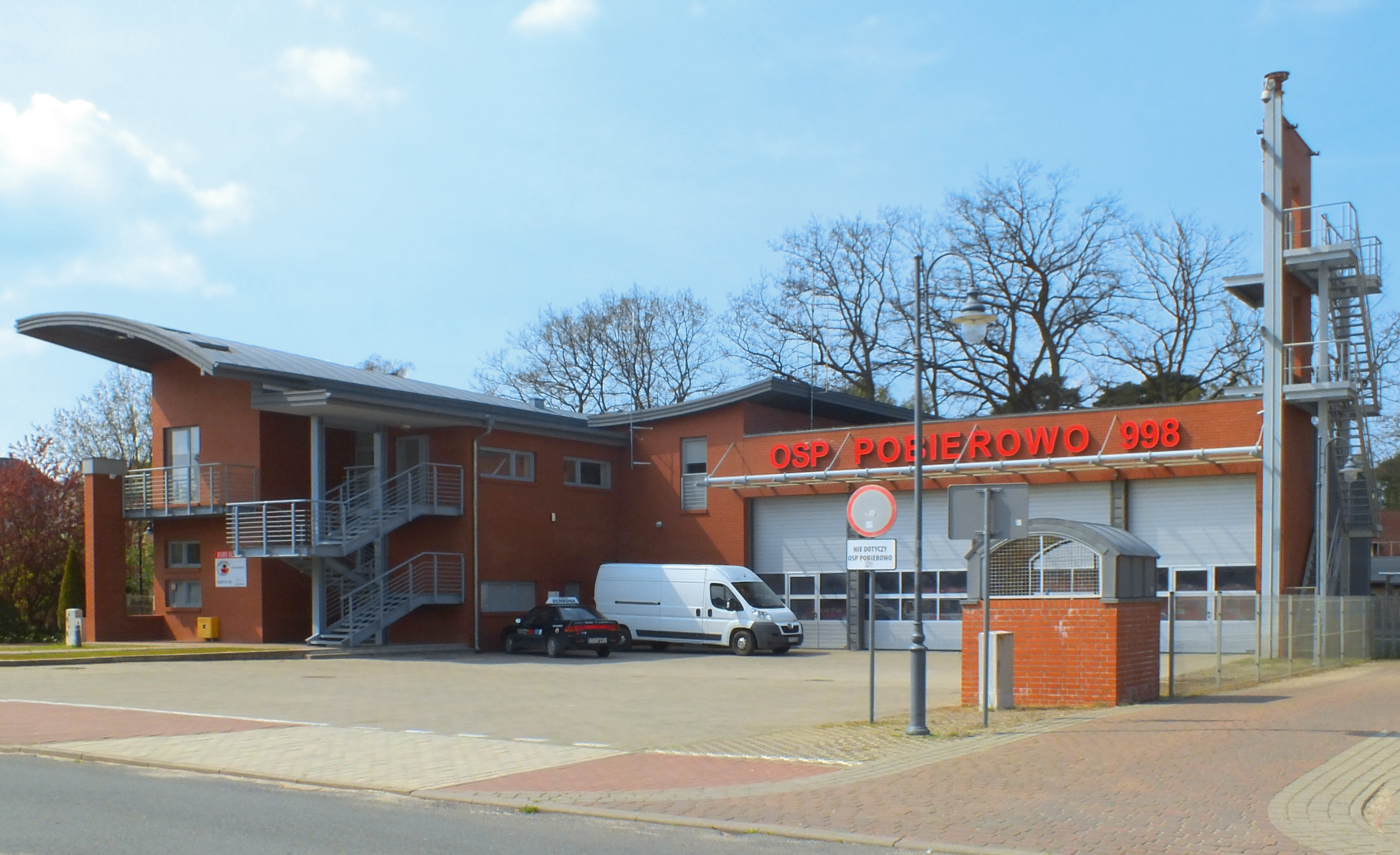
Remiza OSP przy ul. Zgody

W Pobierowie znajduje się jednostka Ochotniczej Straży Pożarnej. Na ulicach porządku pilnują jednostki mające swą siedzibę w Rewalu: Policja, Straż Gminna oraz Straż Graniczna. Nad wodą w okresie sezonu letniego bezpieczeństwa pilnują ratownicy WOPR.

## Opieka zdrowotna
W miejscowości znajduje się ośrodek zdrowia, w którym przyjmuje lekarz POZ. Istnieje kilka prywatnych gabinetów lekarskich (m.in. pediatra, kardiolog) oraz gabinety medyczne w ośrodkach SPA. Są także dwie apteki.

## Społeczność
Samorząd gminy Rewal utworzył jednostkę pomocniczą „Sołectwo Pobierowo”, obejmujące wyłącznie miejscowość Pobierowo. Mieszkańcy wsi wybierają sołtysa oraz radę sołecką, która składa się z maksymalnie 6 osób.